# Ferrière-et-Lafolie
Ferrière-et-Lafolie – miejscowość i gmina we Francji, w regionie Grand Est, w departamencie Górna Marna.
Według danych na rok 1990 gminę zamieszkiwało 55 osób, a gęstość zaludnienia wynosiła 7 osób/km².